# هتل‌های اچ۱۰
هتل‌های اچ۱۰ (انگلیسی: H10 Hotels) شرکت مهمان‌نوازی اسپانیایی است، که در سال ۱۹۹۹ تأسیس شد.